# Người Thượng

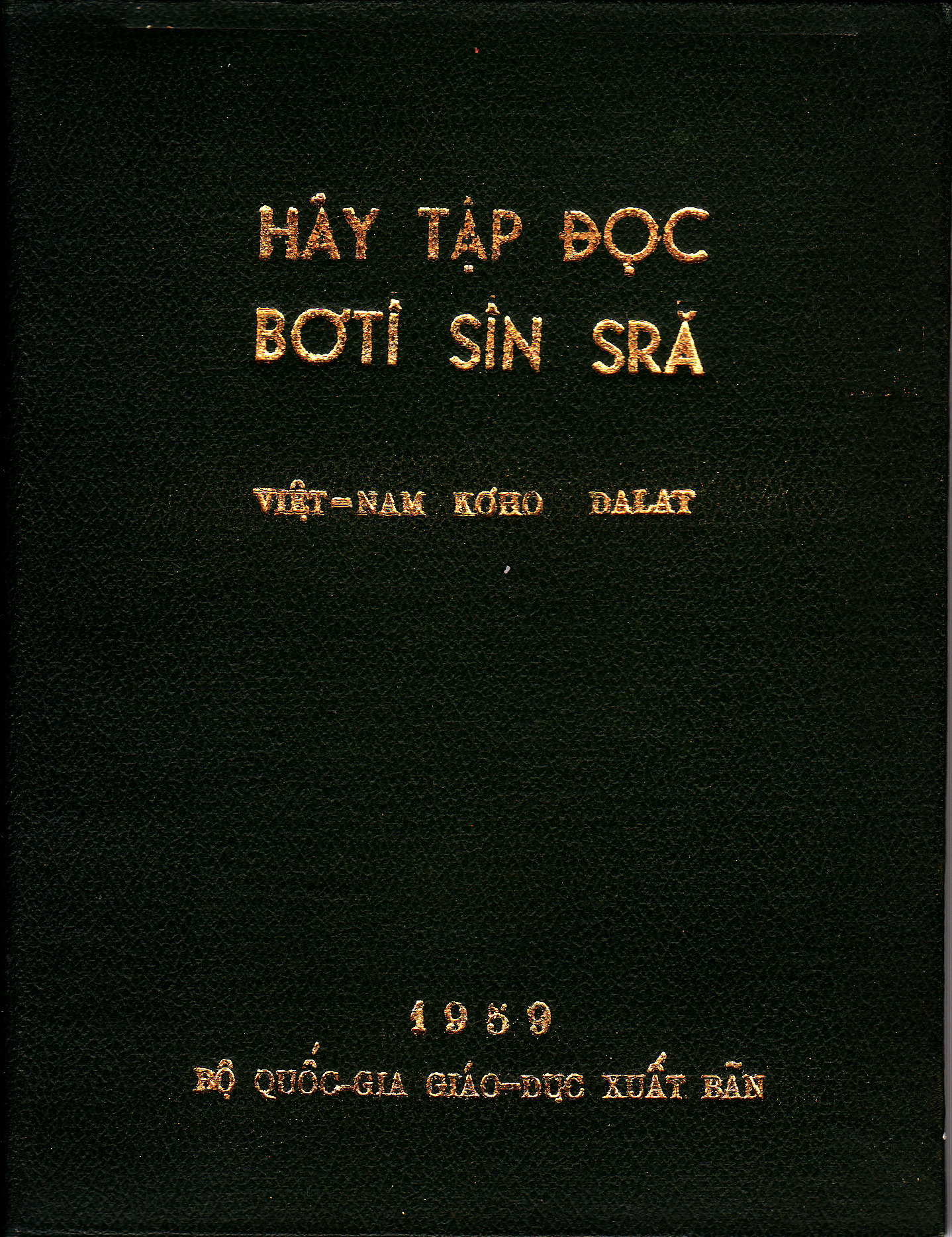
Cuốn tập đọc song ngữ Việt-Kơho do Bộ Quốc gia Giáo dục xuất bản năm 1959 thời Đệ Nhất Cộng hòa với sự hợp tác của Phái bộ Kinh tế Hoa Kỳ

Người Thượng là danh từ gọi chung những nhóm sắc tộc bản địa sinh sống tại khu vực bao gồm khu vực thượng du miền núi miền Trung Việt Nam (bao gồm  cả một phần phía Bắc các tỉnh Tây Ninh, Bình Phước, Đồng Nai thuộc Vùng Đông Nam Bộ, toàn bộ khu vực Tây Nguyên, phần đồi núi phía Tây các tỉnh vùng Duyên hải Nam Trung Bộ (Quảng Nam, Quảng Ngãi, Bình Định, Phú Yên, Khánh Hoà, Ninh Thuận, Bình Thuận) nối liền với Tây Nguyên cùng dãy Trường Sơn thuộc sườn phía tây các tỉnh Quảng Bình, Quảng Trị và Thừa Thiên-Huế) và một phần lãnh thổ của Campuchia và Lào. Những dân tộc này gồm Ba Na, Jarai, Ê đê, Cơ Ho, Mạ, Xơ Đăng, Mơ Nông..., nhóm các dân tộc Khmer Loeu gồm người Tampuan, người Kreung, người Kuy ở Campuchia và người Mru ở Miến Điện và người Katang ở Lào.
Thuật từ Montagnard vốn có nghĩa là "người miền núi" trong tiếng Pháp, được dùng với nghĩa như hiện nay từ thời Pháp thuộc. Trong khi đó Đêga là cách gọi có nguồn gốc bản địa.
Thượng có nghĩa là ở trên, người Thượng là người ở miền cao hay miền núi, một cách gọi đặc trưng để chỉ những sắc dân sinh sống tại Miền Thượng, sau này cũng gọi là Cao nguyên Trung Phần, hay Tây Nguyên; từ "người Thượng" theo nghĩa rộng cũng có thể đề cập đến tất cả các dân tộc thiểu số ở miền núi Việt Nam nói chung. Thời Việt Nam Cộng hòa, chính sách dân tộc dành cho miền Thượng được gọi là Thượng vụ.

## Chữ "Thượng" trong văn bản và cấp chính quyền

### Thời Đệ Nhất Cộng hòa
Năm 1956, Tổng thống Ngô Đình Diệm của nền Đệ Nhất Cộng hòa Việt Nam cho thành lập Văn phòng Cố vấn Thượng Vụ để góp ý về những vấn đề liên quan đến cao nguyên miền Thượng. Năm 1957, Văn phòng Cố vấn Thượng Vụ được nâng cấp lên thành Nha Công tác Xã hội Miền Thượng trực thuộc Phủ Tổng thống, trụ sở đặt tại Huế. Năm 1958, Phòng Xã hội được thành lập tại Tây Nguyên với mục đích chính giúp học sinh người sắc tộc được theo học như người Kinh.
Mặc dù chính sách đề ra cố gắng giúp người Thượng hội nhập và đề cao khái niệm quốc gia nhưng cũng vướng vào hậu quả gây thiệt hại kinh tế và tổn thương tự ái của các sắc tộc vùng Cao nguyên Trung phần. Phong trào BAJARAKA bộc phát như một phản ứng của người Thượng.

### Thời kỳ quân quản 1963-1967
Sau khi nền Đệ Nhất Cộng hòa sụp đổ, năm 1964 Nha Công tác Xã hội miền Thượng đổi thành Nha Đặc trách Thượng Vụ trực thuộc Bộ Quốc phòng và sau đó được nâng cấp lên thành Phủ Đặc ủy Thượng vụ.
Để giúp hàn gắn sắc tộc Kinh-Thượng, chính phủ cho tái lập tòa án phong tục và luật tục của người Thượng ở bảy tỉnh Tuyên Đức, Lâm Đồng, Quảng Đức, Darlac, Phú Bổn, Pleiku và Kontum.

### Thời Đệ Nhị Cộng hòa
Năm 1969, Bộ Sắc tộc (Bộ Phát triển Sắc tộc) được thành lập ngay trong chính phủ Việt Nam Cộng hòa thời Đệ Nhị Cộng hòa do một người Thượng lãnh đạo, và có chức năng tương đương các bộ khác trong chính phủ. Tổng trưởng Bộ Sắc tộc lần lượt là các ông Paul Nưr, Ya Ba, cuối cùng là ông Nay Luett (Nay Louette), một lãnh tụ Gia Rai, cho đến ngày Sài Gòn sụp đổ năm 1975.